# John Hickenlooper
John Wright Hickenlooper (sinh 7 tháng 2 năm 1952) là thống đốc thứ 42 và là đương kim tiểu bang Colorado, Hoa Kỳ. Ông bắt đầu giữ chức vụ này từ tháng 1 năm 2011. Là một đảng viên Đảng Dân chủ Hoa Kỳ, trước đó ông là thị trưởng Denver, Colorado giai đoạn từ năm 2003 đến năm 2011.

## Tiểu sử
Hickenlooper sinh ra ở Narberth, Pennsylvania, ngay ngoại ô Philadelphia, một vùng Main Line ngoại ô. Ông tốt nghiệp đại học Wesleyan nơi ông nhận bằng cử nhân nghiên cứu tiếng Anh năm 1974 và thạc sĩ địa chất vào năm 1980.